# Tit Quinti Capitolí Barbat (tribú consular 405 aC)
Tit Quinti Capitolí Barbat (en llatí: Titus Quinctius T. f. T. n. Capitolinus Barbatus) va ser un magistrat romà. Era fill de Tit Quinti Capitolí Barbat i formava part de la gens Quíntia, de la família dels Capitolí. Va ser tribú amb potestat consolar l'any 405 aC, any en què va començar el setge de Veios.
Atès que la seva existència es desprèn exclusivament de la seva magistratura del 405 aC, que és el sol fet biogràfic conegut d'aquest personatge, hom ha suggerit que en realitat es tracti del mateix personatge que fou cònsol el 421 aC, i en comptes de ser pare i fill hi hagués un sol Tit Quinti Capitolí Barbat, cònsol el 421 aC i tribú consular el 405 aC. En aquest cas, el dit personatge no tendria fills o bé serien desconeguts.